# Tina Krantz-Rülcker
Tina (Christina) Krantz-Rülcker, född den 11 november 1962 i Norra Råda församling, Hagfors, Värmlands län, död 26 maj 2011 i Mikaels församling, Örebro, var en svensk vicerektor och professor i sensorteknik inom tillämpad fysik vid Örebro universitet.
Krantz-Rülcker föddes i Hagfors och studerade vid Umeå universitet där hon blev filosofie kandidat i mikrobiologi 1987. Studierna fortsatte på forskarnivå vid Linköpings universitet. Hon disputerade 1993 vid samma lärosäte med avhandlingen Effects of Fungi on the Distribution of Metals in Soil Systems. Åren 1993–2002 var hon forskarassistent och lektor, och fick samtidigt en tjänst som föreståndare för Swedish sensor centre i Linköping. År 2005 utnämndes hon till professor i sensorteknik inom ramen för tillämpad fysik. 2007 fick hon en tjänst som utvecklingsdirektör vid Örebro universitet och blev även vicerektor där.